# Bongabon
Bongabon (Bayan ng Bongabon) är en kommun i Filippinerna. Kommunen ligger på ön Luzon, och tillhör provinsen Nueva Ecija. Folkmängden uppgår till 49 255 invånare.

## Barangayer
Bongabon är indelat i 28 barangayer.
| Population Center - Commercial, 597 - Kaingin, 2,222 - Magtanggo, 1,287 - Mantile, 980 - Palomaria, 1,377 - Rizal, 2,605 - Sampalucan, 1,390 - San Roque, 2,226 - Sinipit, 1,806 - Sisilang, 657 - Social, 630 - Tulay na Bato (New Era), 1,578 | Rural area - Antipolo, 3,077 - Ariendo, 723 - Bantug, 820 - Calaanan, 1,622 - Cruz, 1,434 - Curva, 2,742 - Digmala, 762 - Larcon, 1,285 - Labi, 922 - Lusok, 1,657 - Macabaclay, 1,770 - Olivete, 1,735 - Pesa, 1,682 - Santor, 5,088 - Tugatog, 1,502 - Vega Grande, 5,029 |